# 子位镇
子位镇，是中华人民共和国河北省保定市定州市下辖的一个乡镇级行政单位。

## 行政区划
子位镇下辖以下地区：
东丁村社区村、子位一村、子位二村、子位三村、寨里村、西丁村、西丁庄村、寺底村、东内堡村、北内堡社区村、七级村和木佃村。